# Francilly-Selency
Francilly-Selency est une commune française située dans le département de l'Aisne, en région Hauts-de-France.

## Géographie
Francilly-Selency se situe à quelques kilomètres à l'ouest de l'agglomération de Saint-Quentin.

### Communes limitrophes
|        | Gricourt          | Fayet         |
| Holnon | Francilly-Selency | Saint-Quentin |
|        | Savy              |               |

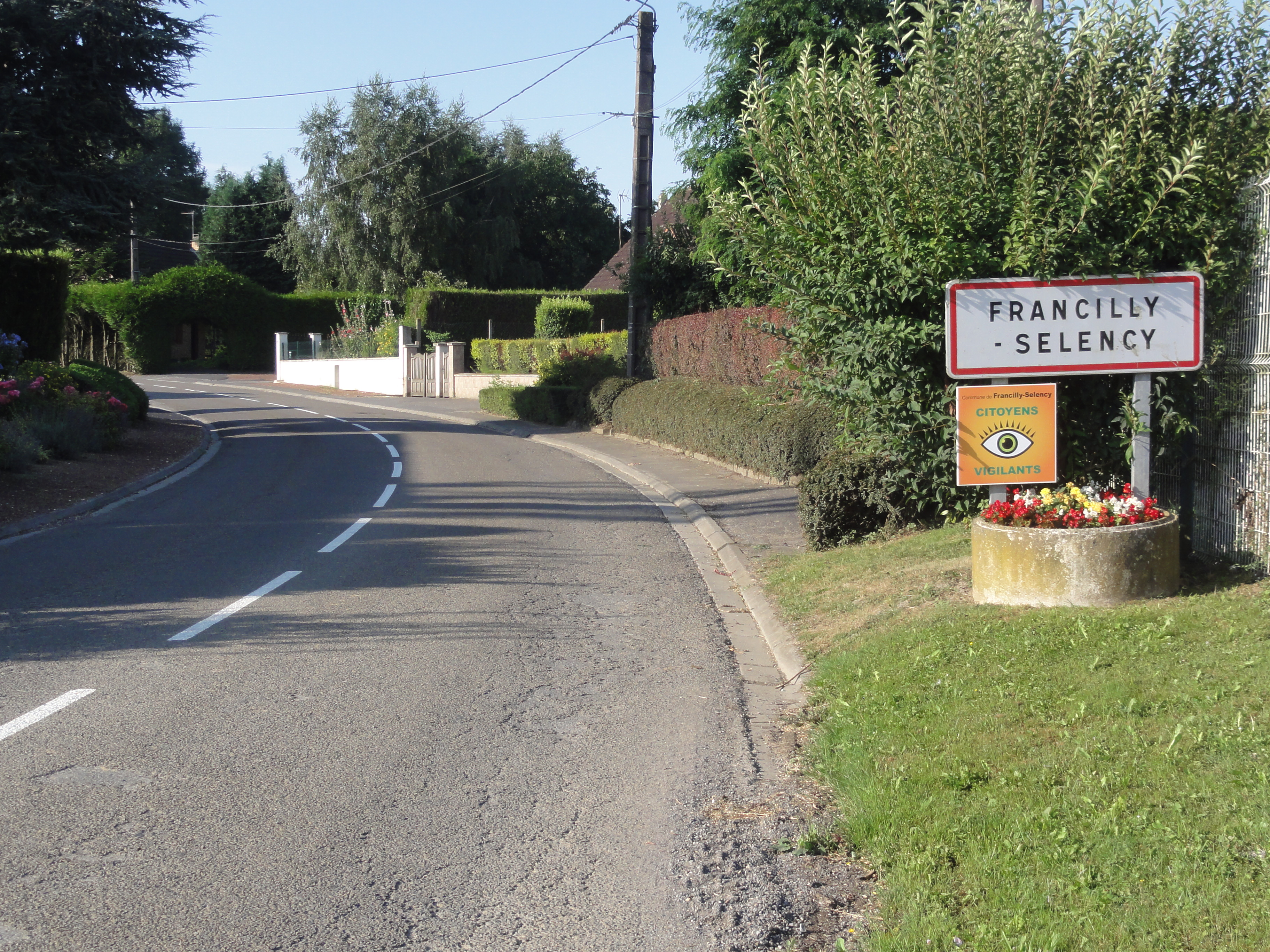
Entrée de Francilly-Selency.
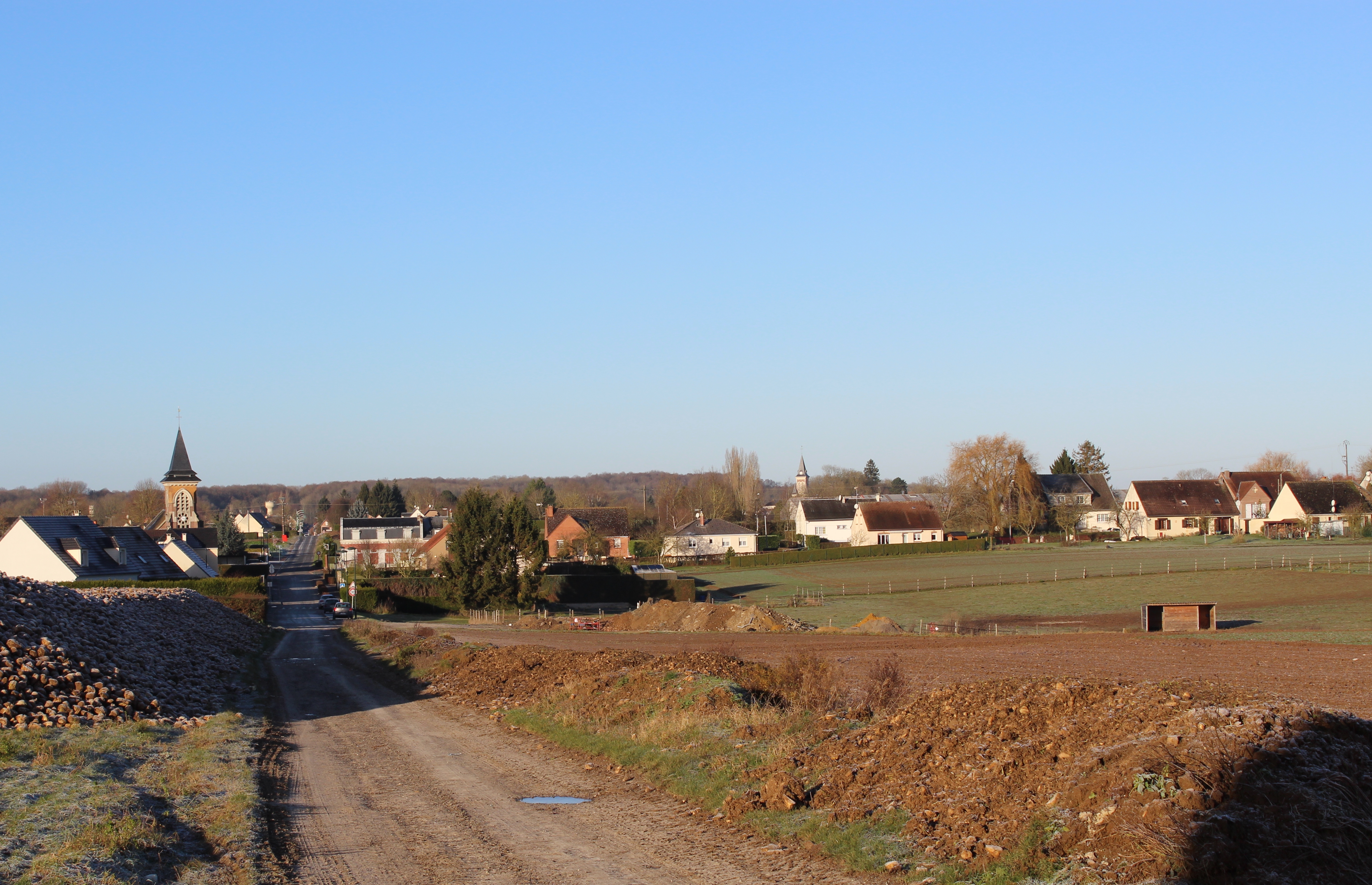
Vue générale depuis la Chaussée romaine.

### Transports en commun routiers
La localité est desservie par les autocars du réseau inter-urbain Trans'80, chaque jour de la semaine, sauf le dimanche et les jours fériés (ligne no 49, Péronne - Roisel - Saint-Quentin).

### Hydrographie
La commune est située dans le bassin Artois-Picardie. Elle n'est drainée par aucun cours d'eau.

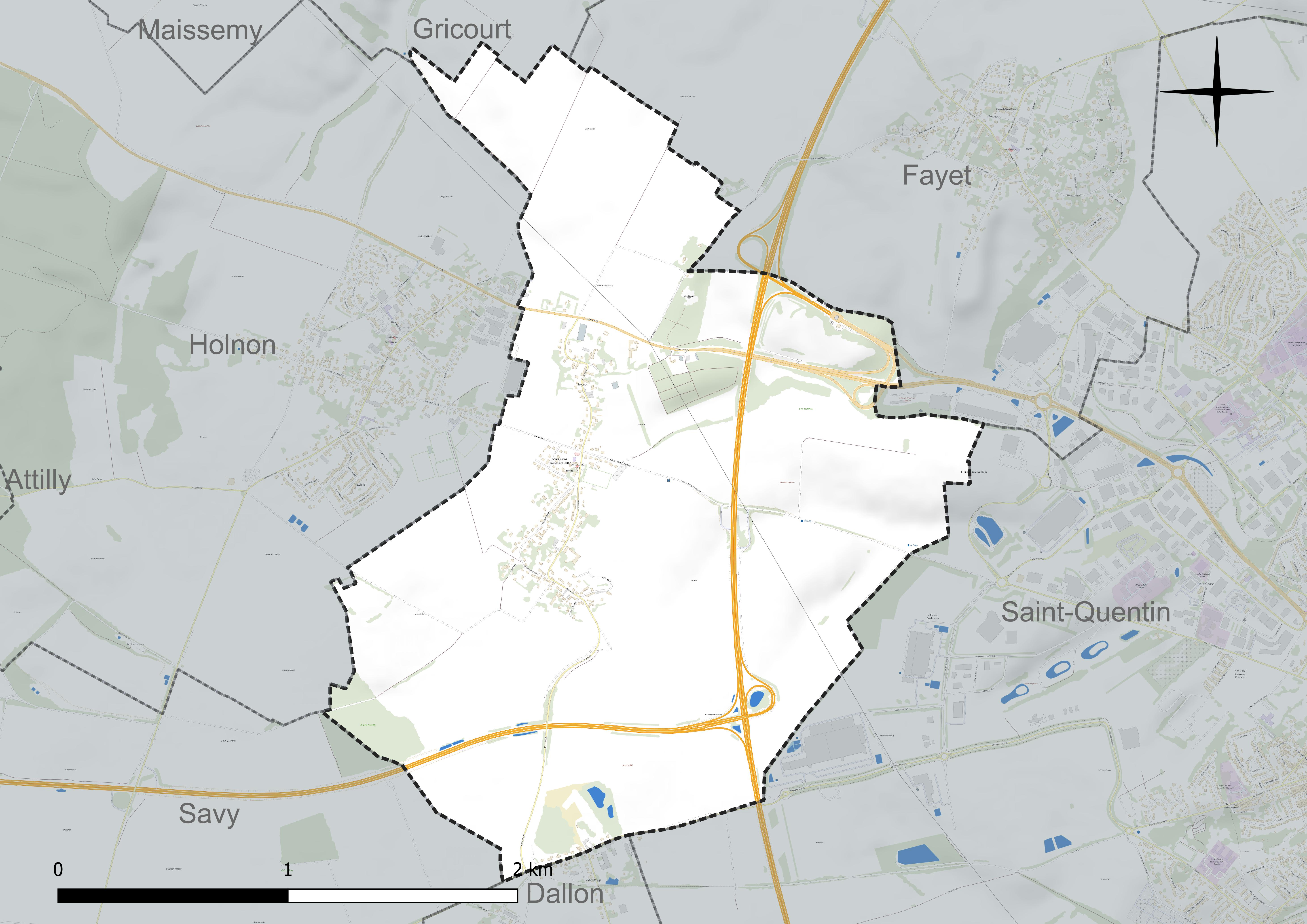
Réseau hydrographique de Francilly-Selency.

### Climat
Pour des articles plus généraux, voir Climat des Hauts-de-France et Climat de l'Aisne.
En 2010, le climat de la commune est de type climat océanique dégradé des plaines du Centre et du Nord, selon une étude du CNRS s'appuyant sur une série de données couvrant la période 1971-2000. En 2020, Météo-France publie une typologie des climats de la France métropolitaine dans laquelle la commune est exposée à un climat océanique et est dans la région climatique Nord-est du bassin Parisien, caractérisée par un ensoleillement médiocre, une pluviométrie moyenne régulièrement répartie au cours de l'année et un hiver froid (3 °C).
Pour la période 1971-2000, la température annuelle moyenne est de 10,2 °C, avec une amplitude thermique annuelle de 14,7 °C. Le cumul annuel moyen de précipitations est de 728 mm, avec 11,4 jours de précipitations en janvier et 9,2 jours en juillet. Pour la période 1991-2020, la température moyenne annuelle observée sur la station météorologique la plus proche, située sur la commune de Fontaine-lès-Clercs à 5 km à vol d'oiseau, est de 10,8 °C et le cumul annuel moyen de précipitations est de 683,4 mm,. Pour l'avenir, les paramètres climatiques de la commune estimés pour 2050 selon différents scénarios d'émission de gaz à effet de serre sont consultables sur un site dédié publié par Météo-France en novembre 2022.

## Urbanisme

### Typologie
Au 1er janvier 2024, Francilly-Selency est catégorisée bourg rural, selon la nouvelle grille communale de densité à 7 niveaux définie par l'Insee en 2022.
Elle est située hors unité urbaine. Par ailleurs la commune fait partie de l'aire d'attraction de Saint-Quentin, dont elle est une commune de la couronne,. Cette aire, qui regroupe 120 communes, est catégorisée dans les aires de 50 000 à moins de 200 000 habitants,.

### Occupation des sols
L'occupation des sols de la commune, telle qu'elle ressort de la base de données européenne d'occupation biophysique des sols Corine Land Cover (CLC), est marquée par l'importance des territoires agricoles (84,4 % en 2018), une proportion sensiblement équivalente à celle de 1990 (85,1 %). La répartition détaillée en 2018 est la suivante : 
terres arables (82,8 %), zones urbanisées (11,2 %), zones industrielles ou commerciales et réseaux de communication (4,4 %), zones agricoles hétérogènes (1,6 %).
L'évolution de l'occupation des sols de la commune et de ses infrastructures peut être observée sur les différentes représentations cartographiques du territoire : la carte de Cassini (XVIIIe siècle), la carte d'état-major (1820-1866) et les cartes ou photos aériennes de l'IGN pour la période actuelle (1950 à aujourd'hui).

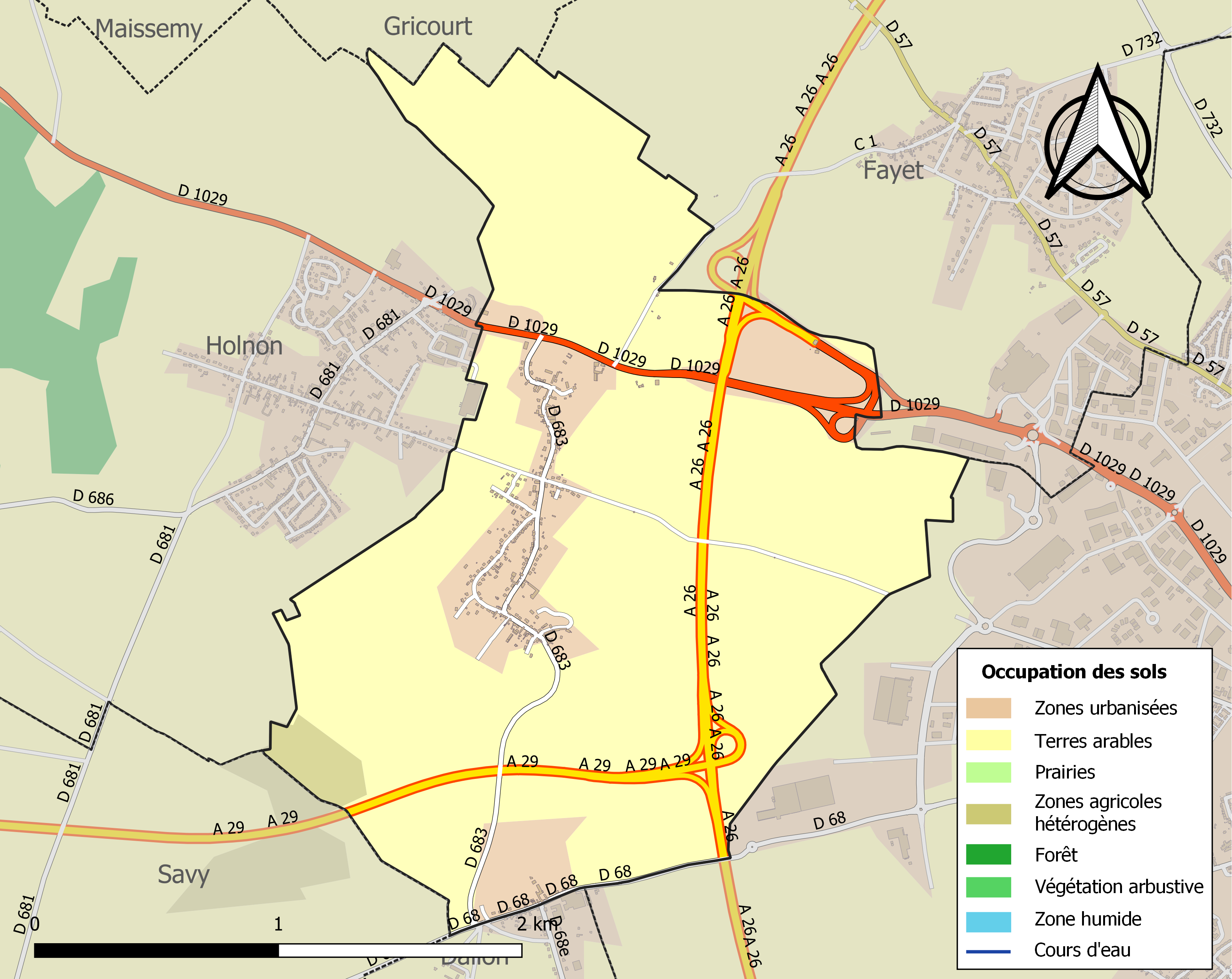
Carte de l'occupation des sols de la commune en 2018 (CLC).

## Toponymie
Francilly est attesté sous les formes Francelli (1200) ; Franceli (1241) ; Francilli (1307) ; Franchili (1384) ; Francelly (1584) ; Franchilli (1677).
Selency est attesté sous les formes Selenci (1200) ; In territorio de Selenchy (1241) ; Sellenchy (1384).

## Histoire
- En 1883, Francilly-Selency, hameau de Fayet, est érigée en une commune indépendante par démembrement de la commune de Fayet.

## Politique et administration

### Découpage territorial
La commune de Francilly-Selency est membre de la communauté de communes du Pays du Vermandois, un établissement public de coopération intercommunale (EPCI) à fiscalité propre créé le 31 décembre 1993 dont le siège est à Bellicourt. Ce dernier est par ailleurs membre d'autres groupements intercommunaux.
Sur le plan administratif, elle est rattachée à l'arrondissement de Saint-Quentin, au département de l'Aisne et à la région Hauts-de-France. Sur le plan électoral, elle dépend du  canton de Saint-Quentin-1 pour l'élection des conseillers départementaux, depuis le redécoupage cantonal de 2014 entré en vigueur en 2015, et de la deuxième circonscription de l'Aisne  pour les élections législatives, depuis le dernier découpage électoral de 2010.

### Administration municipale
| Période                                  | Période                   | Identité          | Étiquette | Qualité                                                    |
| ---------------------------------------- | ------------------------- | ----------------- | --------- | ---------------------------------------------------------- |
| Les données manquantes sont à compléter. |                           |                   |           |                                                            |
| mars 2001                                | mars 2008                 | Christian Caudron |           |                                                            |
| mars 2008                                | En cours (au 28 mai 2020) | Daniel Denivet    | DVG       | Retraité Fonction publique Réélu pour le mandat 2020-2026, |

## Démographie
L'évolution du nombre d'habitants est connue à travers les recensements de la population effectués dans la commune depuis 1886. Pour les communes de moins de 10 000 habitants, une enquête de recensement portant sur toute la population est réalisée tous les cinq ans, les populations de référence des années intermédiaires étant quant à elles estimées par interpolation ou extrapolation. Pour la commune, le premier recensement exhaustif entrant dans le cadre du nouveau dispositif a été réalisé en 2008.

En 2022, la commune comptait 512 habitants, en évolution de +15,58 % par rapport à 2016 (Aisne : −1,97 %, France hors Mayotte : +2,11 %).
| 1886 | 1891 | 1896 | 1901 | 1906 | 1911 | 1921 | 1926 | 1931 |
| ---- | ---- | ---- | ---- | ---- | ---- | ---- | ---- | ---- |
| 320  | 346  | 315  | 309  | 309  | 263  | 193  | 272  | 240  |

| 1936 | 1946 | 1954 | 1962 | 1968 | 1975 | 1982 | 1990 | 1999 |
| ---- | ---- | ---- | ---- | ---- | ---- | ---- | ---- | ---- |
| 216  | 169  | 231  | 223  | 229  | 343  | 426  | 419  | 435  |

| 2006 | 2008 | 2013 | 2018 | 2022 | - | - | - | - |
| ---- | ---- | ---- | ---- | ---- | - | - | - | - |
| 455  | 461  | 429  | 505  | 512  | - | - | - | - |

## Lieux et monuments
- Église Sainte-Thérèse-de-l'Enfant-Jésus.
- Croix de chemin commémoratif de 1876.
- Une série de monuments de guerre : monument aux morts ; monument des Mobiles de 1871 ; monument du régiment Manchester ; monument en mémoire de L. Lefèvre, résistant, prisonnier de guerre, 1943.
- L'ancienne gare de la bifurcation, située sur la ligne de Vélu-Bertincourt à Saint-Quentin et la ligne de Saint-Quentin à Ham, en fonction de 1880 à 1955.

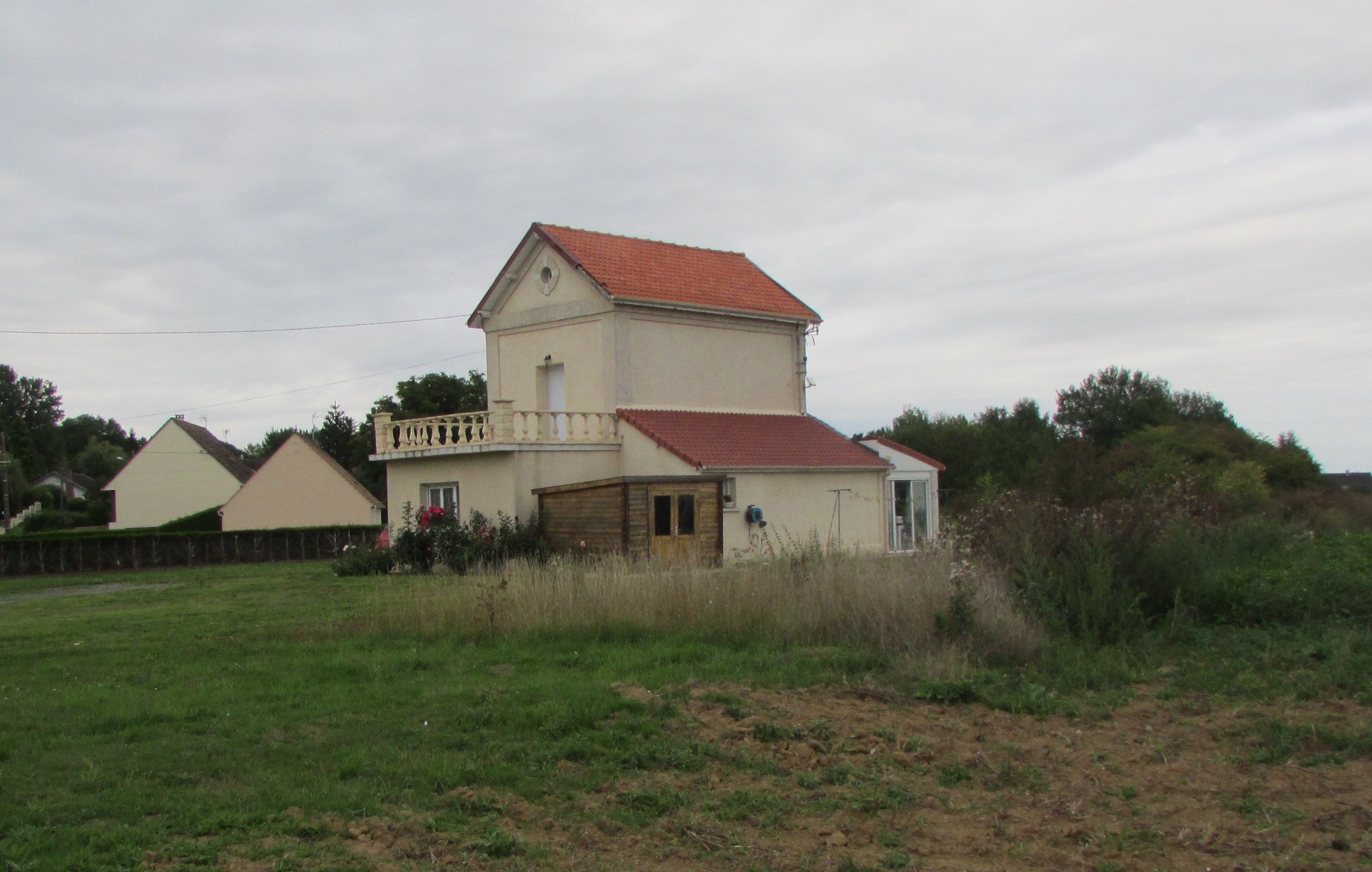
La gare de la bifurcation de Francilly devenue une habitation.

### Galerie

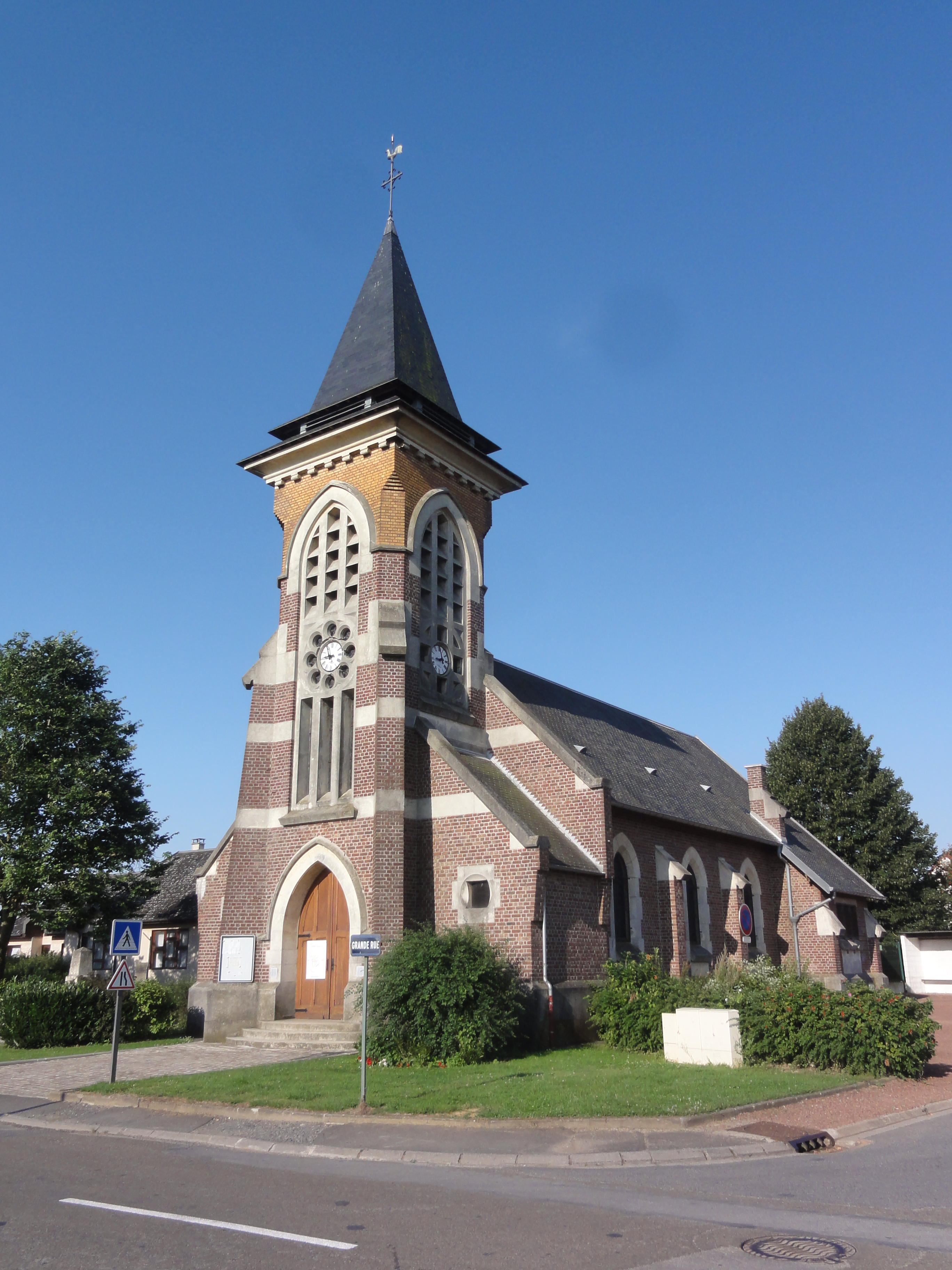
L'église.
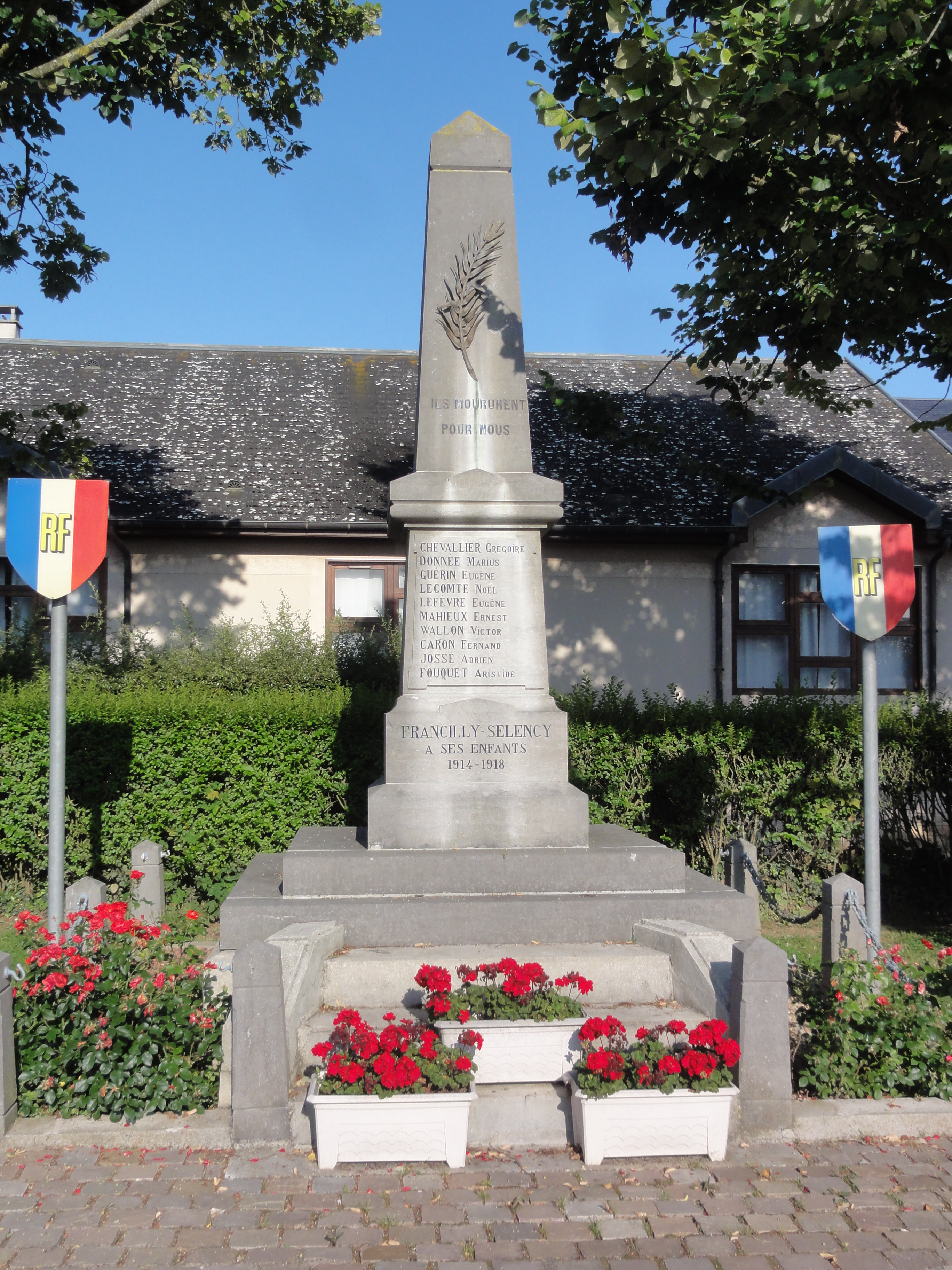
Monument aux morts.
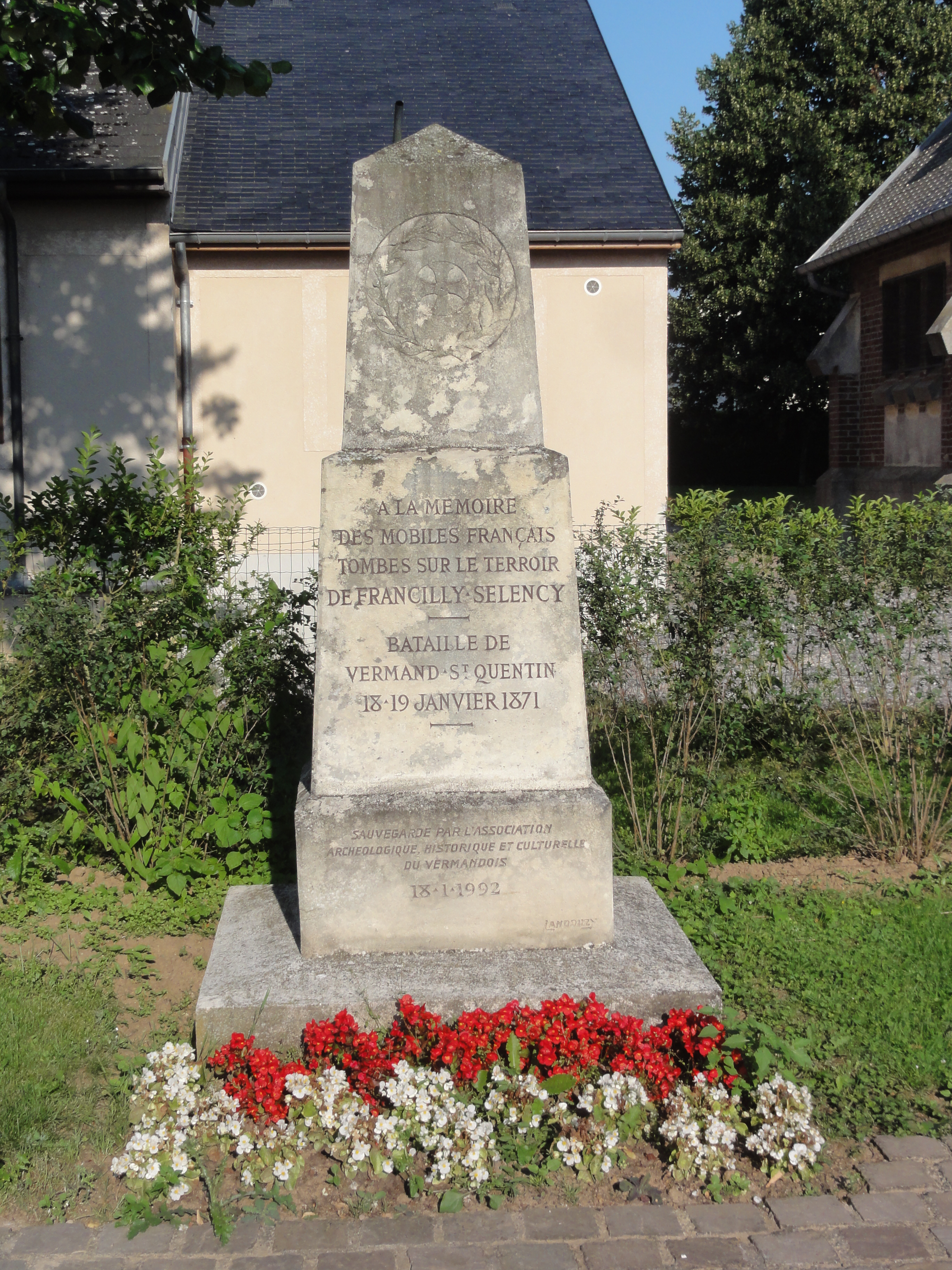
Monument des Mobiles de 1871.
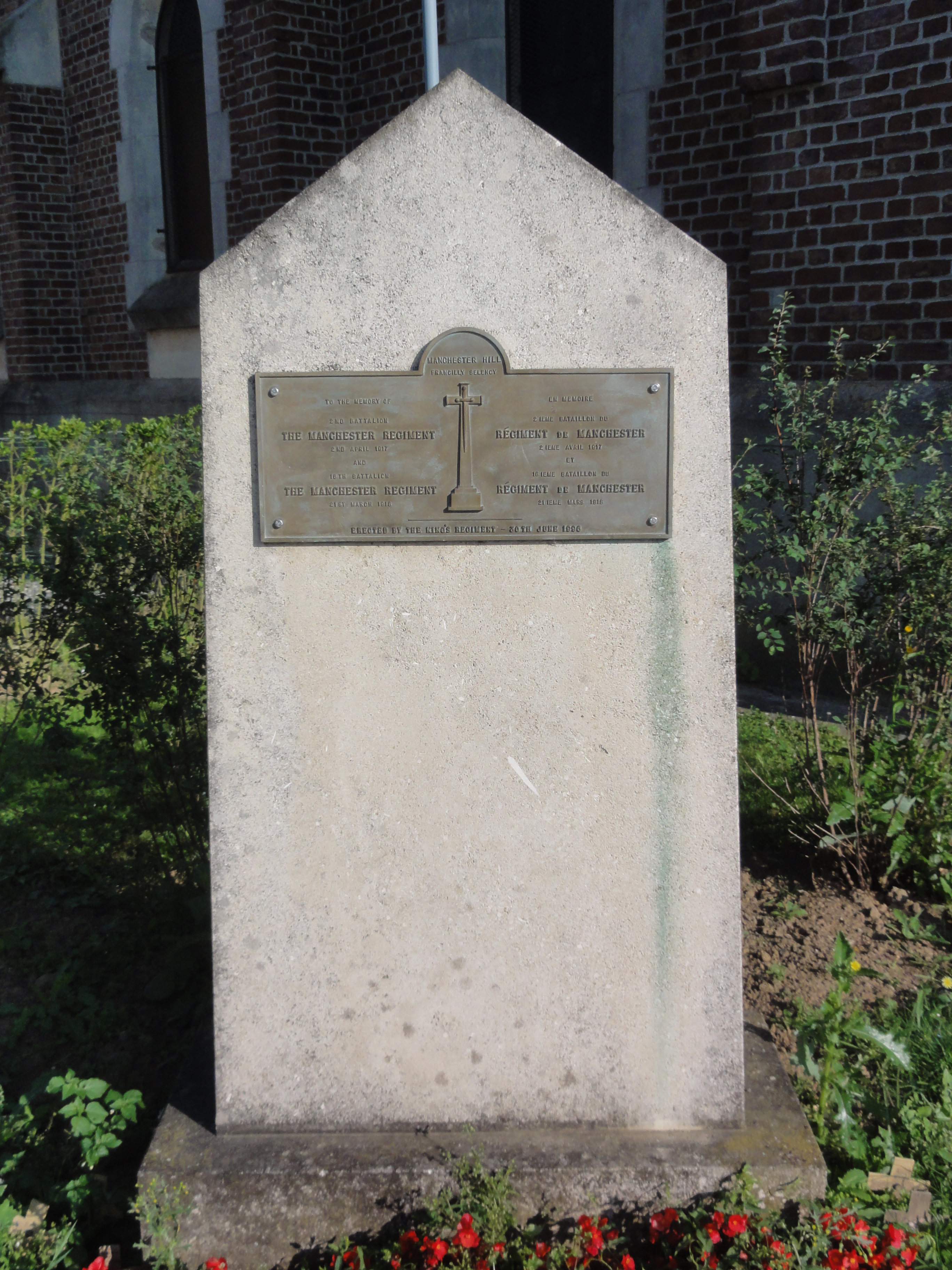
Monument du régiment Manchester.
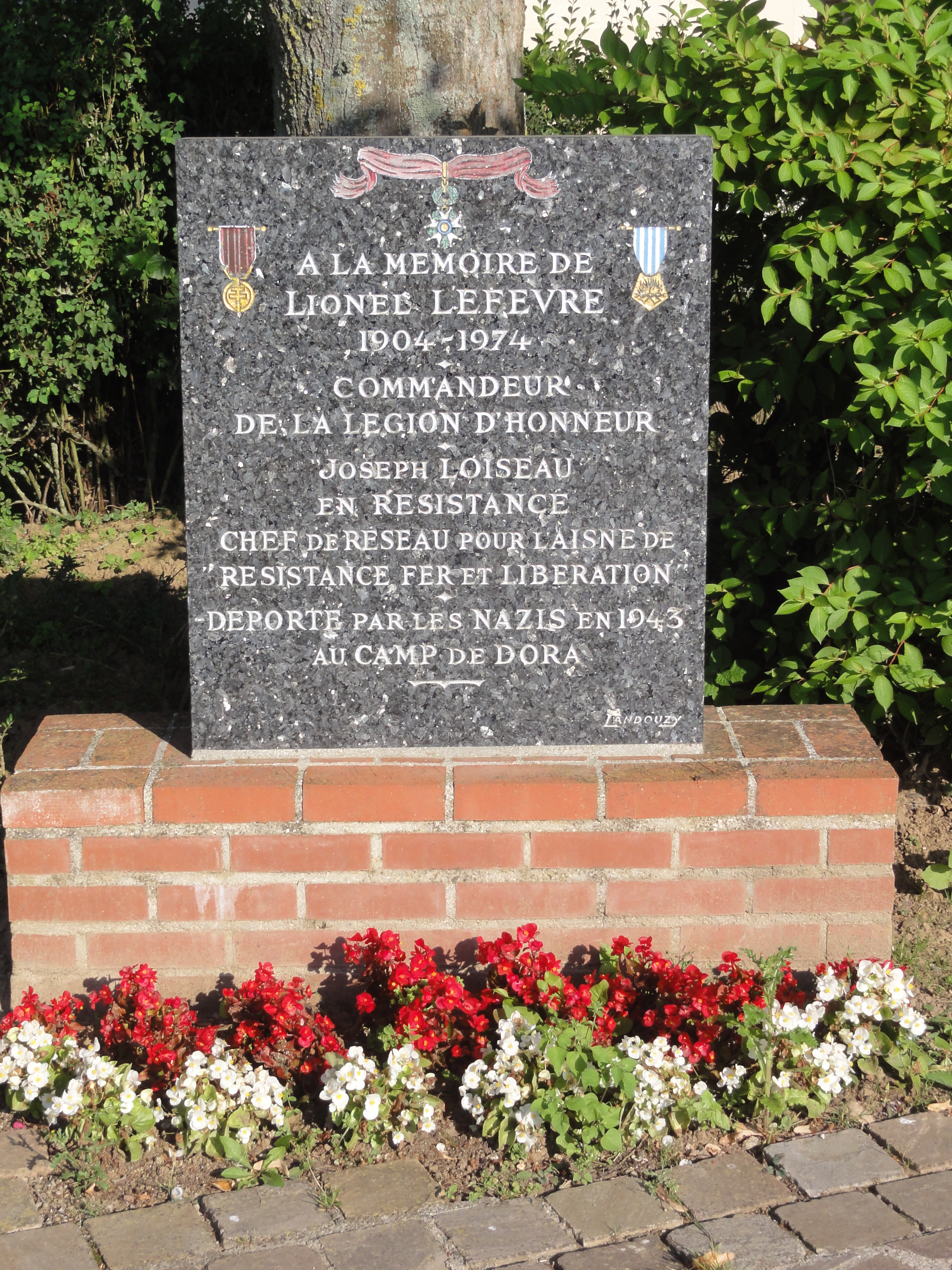
Mémorial L. Lefèvre.
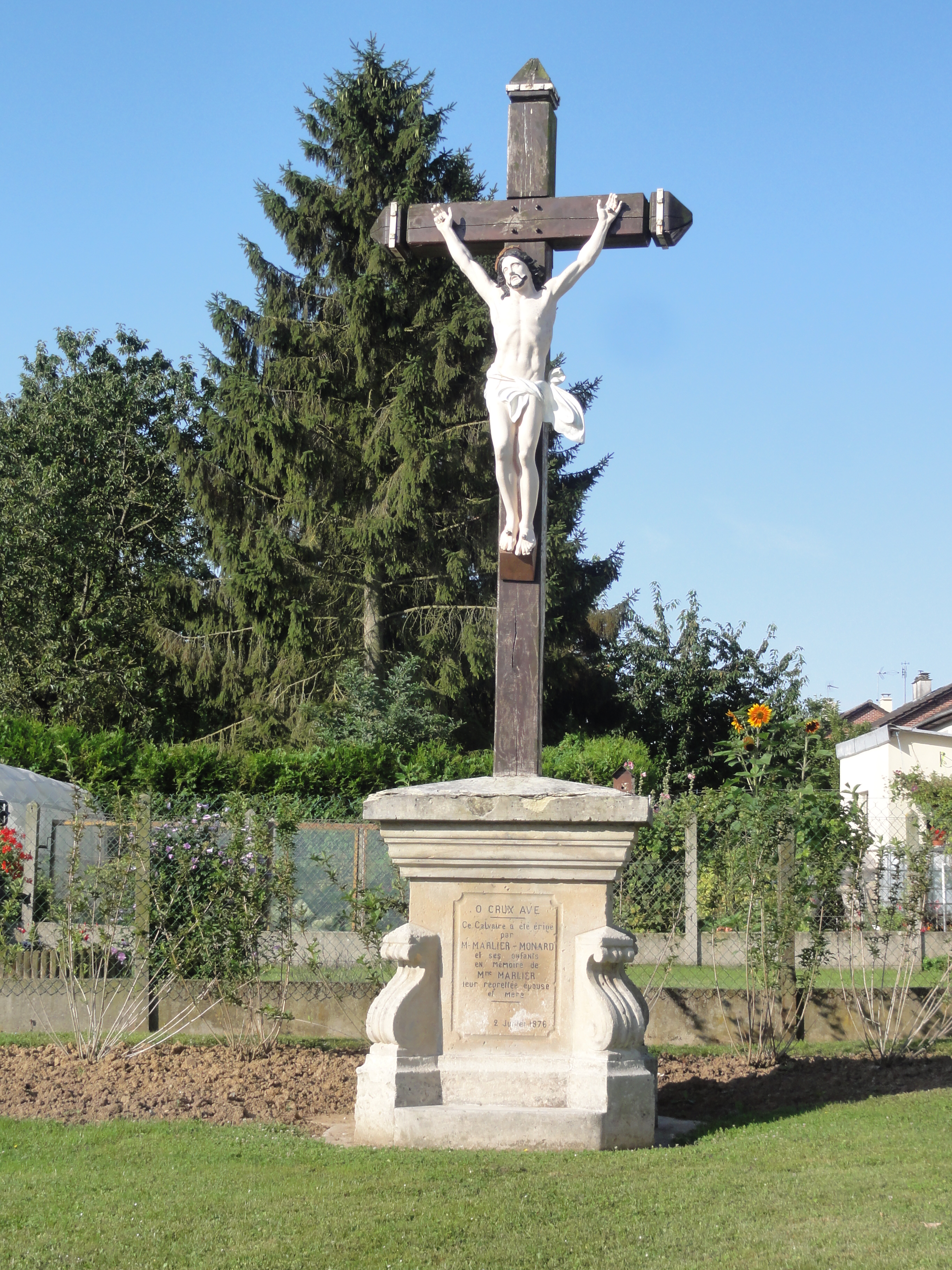
Croix de chemin.

## Personnalités liées à la commune
- Lionel Lefevre (1904-1974), commandeur de la Légion d'honneur, Joseph Loiseau en résistance, chef de réseau pour l'Aisne de Résistance Fer et Libération, déporté par les nazis en 1943 au camp de concentration de Dora[24].